# Panchito Jiménez
Francisco Julián Jiménez Fernández (Distrito de Motupe, 29 de enero de 1920-Lima, 4 de mayo de 2014), más conocido como Panchito Jiménez, fue un reconocido cantante peruano del conjunto Música Criolla.

## Biografía
Nació en el distrito de Motupe el 29 de enero de 1920. De ascendencia cajamarquina, tuvo nueve hermanos, entre ellos el compositor musical Manuel “El zorro Jiménez”.
José Lázaro Tello lo bautizó como "El León del Norte" (dada su procedencia lambayecana y su potente voz). Fue cantante de música criolla, especialmente de valses peruanos, aunque también interpretó marineras y huaynos.

### Carrera musical
Panchito Jiménez inició su carrera musical a los 16 años de edad en Radio Delcar, una emisora de Chiclayo, donde participaba en concurso musicales. En 1940 decidió viajar a Lima junto a La Rondalla Chiclayana, agrupación musical de la cual era integrante. Cuatro años después se convirtió en la primera voz de la segunda agrupación de Los Trovadores del Perú, reemplazando a Javier González, y uniéndose a Miguel Paz, Oswaldo Campos y Óscar Avilés. Debutó en Radio Victoria junto a este grupo de música criolla que se separó en 1945 cuando se encontraban de gira por Bolivia.
Inició una breve carrera como solista, interpretando huaynos y taquiraris, estilos musicales más afines al público boliviano. Mientras residía en La Paz fue convocado por su excompañero de Los Trovadores, el guitarrista Óscar Avilés, para iniciar un nuevo proyecto musical criolllo en Lima. Fue así como, en 1957, pasó a integrar el conjunto Fiesta Criolla, junto a Avilés, Humberto Cervantes, Pedro Torres y Arístides Ramírez. Con Fiesta Criolla grabó una de las canciones más emblemáticas de su repertorio musical, el vals Mal Paso de Luis Abelardo Núñez.
Fiesta Criolla se disolvió en 1966, y Panchito Jiménez continuó su carrera con una larga etapa como solista. Probó con la docencia en 1980 llegando a ser profesor de música del Colegio Hipólito Unanue. Se retiró de los escenarios y de la vida musical en 2005 con 85 años de edad.
Falleció el domingo 4 de mayo de 2014, en el Hospital Edgardo Rebagliati, luego de estar internado por una semana. Sus restos fueron velados en su domicilio de la urbanización Los Cipreses del Cercado de Lima, y al día siguiente fue enterrado en el cementerio de Huachipa.